# اسکار و لوسیندا
اسکار و لوسیندا (به انگلیسی: Oscar and Lucinda) یک رمان نوشته پیتر کری نویسنده اهل استرالیا است که در سال ۱۹۸۸ منتشر و موفق شد همان سال برنده جایزه ادبی من بوکر شود و همچنین در سال۱۹۸۹ جایزه مایلز فرانکلین به این رمان تعلق گرفت. این رمان اولین بار در سال ۱۴۰۳ توسط ملیحه قدرتی به زبان فارسی بازگردانی شده است.

## خلاصه داستان
داستان به گونه‌ای طنزآمیز در مورد دو عاشق بدشانس در اواسط قرن نوزدهم روایت می‌شود. اسکار هاپکینز یک مرد متأهل و فاسد است که توسط پدری سختگیر و مذهبی بزرگ می‌شود اما در نهایت دین پدری خود را برای حمایت انگلیکانیسم ترک می‌کند. او تصمیم می‌گیرد تا با ترس فلج کننده خود از آب مواجه شود و به سیدنی سفر کند، جایی که او قصد دارد تا زندگی خود را وقف کارهای خطرناک میسیونری در مناطق صعب العبور و وحشی استرالیا کند. بر روی کشتی، او با همتای قمار باز خود، لوسیندا لپلاستریر، ملاقات می‌کند. لوسیندا یک فمینیست جلوتر از زمان خود، در دوره ویکتوریا است که به علت دیدگاه مستقل خود توسط جامعه طرد شده‌است. او صاحب ثروتمند یک کارخانه شیشه سازی در سیدنی است.

## فیلم
فیلم این رمان به کارگردانی گیلیان آرمسترانگ در سال ۱۹۹۷ با بازیگری رالف فاینز، کیت بلانشت و تام ویلکینسون منتشر شد.